# Wolhusen (ort)
Wolhusen är en ort i kantonen Luzern i Schweiz. Den består av två ortsdelar som ligger på var sin sida om floden Kleine Emme. På den södra sidan ligger Wolhusen-Markt i kommunen Werthenstein, på den norra sidan ligger Wolhusen-Wiggern i kommunen Wolhusen. Ortens järnvägsstation ligger i östra delen av Wolhusen-Wiggern.